# 広島県道350号造賀八本松線
広島県道350号造賀八本松線（ひろしまけんどう350ごう ぞうかはちほんまつせん）は、広島県東広島市を通る一般県道である。

## 概要
東広島市高屋町造賀から東広島市八本松町飯田を結ぶ。

### 路線データ
- 起点：東広島市高屋町造賀（造賀（東）交差点、国道375号交点）
- 終点：東広島市八本松町飯田（広島県道46号東広島白木線交点）

## 路線状況

### 重複区間
- 広島県道80号東広島向原線（東広島市八本松町篠（ささ）・八本松篠交差点 - 東広島市八本松町正力・磯松中学校前交差点）

## 地理

### 通過する自治体
- 東広島市

### 交差する道路
| 交差する道路                          | 交差する場所       | 交差する場所            |
| ------------------------------------- | ------------------ | ----------------------- |
| 国道375号 国道486号 重複              | 高屋町造賀         | 造賀（東）交差点 / 起点 |
| 広島県道80号東広島向原線 重複区間起点 | 八本松町篠（ささ） | 八本松篠交差点          |
| 広島県道80号東広島向原線 重複区間終点 | 八本松町正力       | 磯松中学校前交差点      |
| 広島県道46号東広島白木線              | 八本松町飯田       | 終点                    |

### 沿線
- 磯松工業団地
- 東広島市立磯松中学校
- 東広島市立川上小学校
- 造賀住吉神社
- JR西日本山陽本線 八本松駅（終点付近）